# Chaldene
Chaldene /kælˈdiːniː/, còn được gọi là Jupiter XXI là một vệ tinh dị hình chuyển động ngược của sao Mộc. Nó được phát hiện bởi một nhóm các nhà thiên văn học từ Đại học Hawaii do Scott S. Sheppard dẫn đầu vào năm 2000, và được chỉ định tạm thời là S/2000 J 10.
Chaldene có đường kính dài khoảng 3,8 km, và quay quanh Sao Mộc ở khoảng cách trung bình 22.713.000 km trong 759,88 ngày, có độ nghiêng quỹ đạo là 167° so với mặt phẳng hoàng đạo (169° so với xích đạo của sao Mộc), chuyển động theo hướng nghịch với vật thể trung tâm của nó và có độ lệch tâm quỹ đạo là 0,2916.
Nó được đặt tên vào tháng 10 năm 2002 theo tên của Chaldene, mẹ của Solymos bởi thần Zeus trong thần thoại Hy Lạp.
Nó thuộc nhóm Carme, được tạo thành từ các vệ tinh dị hình chuyển động nghịch hành quanh Sao Mộc ở khoảng cách 23 - 24 Gm và ở độ nghiêng khoảng 165°.